# Hans Julius Wolff
Pour les articles homonymes, voir Hans Julius Wolff (historien du droit) et Wolff.
Hans Julius Wolff (né le 3 octobre 1898 à Elberfeld, mort le 5 novembre 1976 à Münster) est un juriste allemand.

## Biographie
Wolff étudie à l'Université Georg-August de Göttingen, à l'Université rhénane Friedrich Wihelm de Bonn, à l'Université de Halle et à l'Université Ludwig-Maximilian de Munich. Il soutient sa thèse de doctorat en 1925 sous la direction de Julius Hatschek sur Les principes de l'organisation de la métropole. En 1929, il passe l'agrégation à Francfort sous la direction de Friedrich Giese sur La dépendance de fait et les personnes juridiques.
En 1933, il reçoit un poste de professeur de droit public à l'Université de Francfort, mais ne l'accepte pas pour des motifs politiques. De 1935 à 1939, il est professeur à Riga puis, à partir de 1941 à Prague. Pendant la période nationale-socialiste, Wolff publie peu. Il dira plus tard de son comportement sous le Troisième Reich : « Je ne fus pas un héros, mais au moins, je ne me suis pas compromis ».
Après la fin de la guerre, il s'enfuit en Haute-Bavière. Pendant le trajet, sa femme Liselotte meurt lors de l'accouchement de leur quatrième enfant.
Il enseigne à partir de 1946 à l'Université Wilhelm de Münster, où il rencontre sa seconde femme Marta. Parce qu'il n'était pas compromis politiquement, Wolff est appelé en 1947 à siéger au Conseil consultatif pour le droit public et le droit administratif (Beratenden Ausschuss für Verwaltungs- und öffentliches Recht) de la zone d'occupation britannique. À ce titre, il participe à l'élaboration du Décret n°165 du Gouvernement militaire (Militärregierungsverordnung Nr. 165).
Parallèlement, Wolff est, entre autres, juge au Tribunal administratif supérieur de Münster et le premier Président de l'Association des enseignants allemands de droit public (Vereinigung der Deutschen Staatsrechtslehrer, 1952–1954). À partir de 1957, il dirige la section westphalienne de l'Internationale Vereinigung für Rechts- und Sozialphilosophie.
De 1956 à 1966 parait aux éditions C. H. Beck la première édition en trois volumes de son manuel Verwaltungsrecht, qui compte aujourd'hui encore parmi les principaux ouvrages de droit administratif allemand. Après la mort de Wolff en 1976, il fut repris par Otto Bachof et Rolf Stober  (ISBN 3406466036).